# Hundtjärnen (Envikens socken, Dalarna)
Hundtjärnen är en sjö i Falu kommun i Dalarna och ingår i Dalälvens huvudavrinningsområde.